# Barwniak czerwonobrzuchy
Barwniak czerwonobrzuchy, pielęgnica czerwonobrzucha (Pelvicachromis pulcher) – słodkowodna ryba z rodziny pielęgnicowatych (Cichlidae). Hodowana w akwariach.

## Występowanie
Południowa Nigeria.

## Dymorfizm płciowy
Samiec dorasta do 9 cm, samica do 7 cm długości. Samiec ma wydłużone końce płetw grzbietowej i odbytowej. Samica w okresie godowym ma brzuch intensywnie ciemnoczerwony.

## Warunki w akwarium
| Zalecane warunki w akwarium | Zalecane warunki w akwarium     |
| --------------------------- | ------------------------------- |
| Zbiornik                    | średni lub duży                 |
| Temperatura wody            | 22–28 °C                        |
| Twardość wody               | do 12°n                         |
| Skala pH                    | ok. 7                           |
| Pokarm                      | żywy, mrożony, roślinny i suchy |

## Wymagania hodowlane
Mogą być hodowane w akwarium wielogatunkowym. Wymagają wielu kryjówek i urozmaiconego wystroju (rośliny, groty, łupiny orzechów kokosowych). Przebywają głównie w strefie przydennej. Żyją w parach. W okresie opieki nad potomstwem mogą być agresywne dla pozostałych ryb, zwłaszcza w mniejszych zbiornikach. Ikry pilnuje samica, razem z samcem opiekuje się narybkiem.